# Хильчук, Василий Никифорович
Василий Никифорович Хильчук (22 мая 1921, Пустовойтово, Глобинский район — 31 декабря 1987, Глобино, Полтавская область) — наводчик орудия 358-го артиллерийского полка 126-й стрелковой дивизии 43-й армии, младший сержант. Герой Советского Союза.

## Биография
Родился 22 мая 1921 года в селе Пустовойтово ныне Глобинского района Полтавской области. Украинец. Член ВКП(б)/КПСС с 1943 года. Образование неполное среднее. Работал трактористом в колхозе.
В Красную Армию призван Марксштадским райвоенкоматом Саратовской области в марте 1942 года и направлен на фронт. Воевал в составе войск Сталинградского, Южного, 4-го Украинского, 1-го Прибалтийского, 3-го и 2-го Белорусского фронтов. Участвовал в Сталинградской битве, боях на реке Миус, в освобождении Донбасса, Крыма, Прибалтики. В боях был дважды ранен. Особо отличился при взятии Кёнигсберга.
Наводчик орудия 358-го артиллерийского полка 126-й стрелковой дивизии 43-й армии 3-го Белорусского фронта младший сержант Xильчук в составе расчёта под командованием старшины Черёмухина А. Е. в бою за прорыв внешнего обвода обороны противника на подступах к Кёнигсбергу, действуя в боевых порядках пехоты, под огнём противника прямой наводкой уничтожил четыре пулемётных точки с их расчётами и два 75-миллиметровых орудия, подавил огонь ещё трёх пулемётных точек и миномётной батареи врага, чем оказал непосредственную помощь наступающей пехоте.
В уличных боях в городе Кёнигсберг, действуя в составе штурмовой группы, уничтожил семь пулемётных точек, установленных в зданиях, два орудия и до 25 немецких солдат, подавил огонь четырёх пулемётов и одной реактивной установки.
9 апреля в бою в районе зоопарка Хильчук заменил выбывшего из строя командира расчёта и уничтожил четыре пулемётные точки противника, взорвал склад с боеприпасами и подавил огонь одной миномётной батареи. Когда стрелковые подразделения достигли одного из строений, интенсивный огонь из пулемётов и автоматов врага преградил им путь. Младший сержант Xильчук выкатил орудие на открытую позицию и беглым огнём разрушил строение, уничтожив пять пулемётов и 21 гитлеровца. Своими действиями он обеспечил продвижение пехоты.
Указом Президиума Верховного Совета СССР от 19 апреля 1945 года за мужество, отвагу и героизм младшему сержанту Хильчуку Василию Никифоровичу присвоено звание Героя Советского Союза с вручением ордена Ленина и медали «Золотая Звезда».
После демобилизации снова работал трактористом, затем руководил колхозом имени Челюскинцев в Глобинском районе. Жил в городе Глобино. Умер 31 декабря 1987 года. Похоронен в Глобино.

## Награды
Награждён орденами Ленина, Отечественной войны 1-й и 2-й степеней, Красной Звезды, Славы 3-й степени, медалями.